# Schachtrute
Die Schachtrute war ein deutsches Volumenmaß für Baustoffe, wie Sand, Kies und Steine und auch ein Maß für Aushub beim Bau und bei Erdarbeiten. Die Schachtrute wurde auch als Schachtwerk bezeichnet und gleichbedeutend für die alte Einheit des Volumens von Schachtmaterial. Das Maß galt als Schachtmaß und richtete sich nach der je Längenrute gerechneten örtlich gültigen Fußmaße. Die Rute konnte von 12 bis 16 Fuß fassen. Für die Breite und Höhe wurde der Schachtfuß oder -schuh, beziehungsweise Schachtzoll genommen. Es war regional sehr verschieden und für Preußen als Beispiel galt.
- 1 Schachtrute (preuß.) = 1 Rute lang und breit; 1 Fuß hoch = 144 Kubikfuß = 4,4519 Kubikmeter
- Beispiel 1 Schachtrute = 1 Quadratrute mal 1 Fuß ≈ 4,5 bis 6,5 Kubikmeter

Hat die Längenrute 12 Fuß, so enthält die Kubikrute 12 Schachtruten und die Schachtrute 144 Kubikfuß.
Zu beachten ist immer das Dezimalmaß (zehnte Teil) oder das Duodezimalmaß (zwölfte Teil) des gerechneten Fußes.